# Février 1953

## Évènements
- 2 - 7 février : répression de la révolte à São Tomé : massacre de Batepá.
- 4 février : Incident du Dai ichi daihōmaru entre la garde côtière de la Corée du Sud et deux navires de pèche japonais.
- 9 février, France : mise en vente du premier livre de poche, Kœnigsmark de Pierre Benoit.
- 12 février : l'URSS rompt ses relations diplomatiques avec Israël.
- 25 février : Charles de Gaulle prend position contre la CED.
- 27 février : signature de l'accord de Londres sur les dettes sur l'allégement de dette de la RFA envers ses pays créanciers

## Naissances
- 2 février : Laurent Greilsamer, écrivain et journaliste français († 8 novembre 2023).
- 3 février : Joëlle Mogensen, chanteuse du groupe Il était une fois († 15 mai 1982).
- 4 février : Hubert Houben, historien germano-italien.
- 6 février : Franck Capillery, acteur de doublage français.
- 9 février :
  - Vito Antuofermo, boxeur italien.
  - Michèle Rivasi, femme politique française, fondatrice de la commission de recherche et d'information indépendantes sur la radioactivité († 29 novembre 2023).
- 11 février : 
  - Stephen Thorne, aspirant astronaute américain. († 24 mai 1986).
  - Lambert Mende Omalanga, homme politique du Congo démocratique.
- 12 février : 
  - Thomas Lyttelton, homme politique britannique.
  - Guy Lizotte, poésie.
- 15 février : 
  - Gerald Keddy, homme politique fédéral canadien.
  - Patrick Montel, journaliste sportif français.
- 16 février : Lanny McDonald, ancien joueur de hockey.
- 19 février : Corrado Barazzutti, joueur de tennis italien.
- 20 février : Gérard Araud, diplomate français.
- 23 février : Mouloud Aounit, militant antiraciste français.
- 27 février : 
  - Libby Davies, femme politique canadienne.
  - Ian Khama, homme politique botswanais.

## Décès
- 20 février : Francesco Saverio Nitti, 84 ans, homme politique italien, président du Conseil du royaume d'Italie en 1919-1920 (° 19 juillet 1868).
- 28 février : Eleazar Sukenik, 63 ans, archéologue israélien. Professeur à l'université hébraïque de Jérusalem (° 12 août 1889).